# Patrik Lilius
Patrik Johan Arvid Lilius, född 1 mars 1920 i Helsingfors, död 7 oktober 1999, var en finländsk politiker. Han var bror till Henrik Lilius.
Lilius blev student 1938, filosofie kandidat 1948, filosofie magister 1950 och politices licentiat 1971. Han var utredningssekreterare hos Svenska folkpartiet 1953–1957, partisekreterare 1957–1971 och chef för Arbetsgivarnas i Finland centralförbunds (AFC) administrativa avdelning 1971–1985. Han redaktör vid Appell 1948–1956, kurator för Nylands nation 1948–1951, viceordförande i studentkåren vid Helsingfors universitet 1953–1955 och ordförande i Kammarmusiksällskapet 1950–1953.